# Halammohydra vermiformis
Halammohydra vermiformis är en nässeldjursart som beskrevs av Bertil Swedmark och Teissier 1957. Halammohydra vermiformis ingår i släktet Halammohydra och familjen Halammohydridae. Arten är reproducerande i Sverige. Inga underarter finns listade i Catalogue of Life.